# 이봉창 의거
이봉창 의거 또는 사쿠라다문 의거는 1932년 1월 8일 일본 제국 도쿄의 사쿠라다문에서 일본 쇼와 천황에 대해 일어난 실패한 암살 시도이다.
이 공격은 한인애국단 소속의 한국 독립운동가인 이봉창이 수행했다. 이봉창은 일본 천황에게 수류탄을 던졌지만, 수류탄은 그를 죽이지 못했다. 이봉창은 즉시 체포되어 재판을 받고 선고를 받아 1932년 10월 10일 처형되었다. 이봉창은 현재 대한민국에서 순교자로 기억되고 있다. 
공격 이후 일본 당국은 작전을 후원했던 대한민국 임시정부의 김구와 다른 구성원들에 대한 수색을 강화했다.

## 배경
1910년부터 1945년까지 한국은 일본 제국의 식민지였다. 1919년에는 3·1 운동으로 알려진 일본 통치에 대한 시위가 한국 전역에서 일어났다. 일본이 시위를 폭력적으로 진압한 후, 수많은 한국인들이 한반도를 떠나 대한민국 임시정부 구성원들을 포함하여 해외에서 일본에 저항을 계속했다.
일본은 1931년 중국 동북부의 만주를 침공하기 위한 구실을 만들기 시작했다. 1931년 7월의 만보산 사건에서는 중국인과 한국인 농부들 사이의 사소한 분쟁을 과장하여 한국과 일본에서 반중국 감정을 부추겼다. 이는 심지어 각국에서 한국인과 중국인 사이의 폭력적인 충돌로 이어졌다. 1931년 9월 18일, 일본 제국은 류탸오후 사건(만주 철도 폭파)과 만주사변을 일으켜 중국인들 사이에서 반일 감정을 고조시켰다.

## 이봉창
이봉창(1900–1932)은 한국에서 태어난 한국인으로, 1925년부터 1930년까지 일본에서 거주했다. 처음 일본에 도착했을 때, 이봉창은 자신을 "신일본인"(틀:Korean)으로 여겼고, 적응하려 노력했다. 그는 일본 이름을 사용했고 결국 일본인처럼 행동하는 법을 배웠다. 어느 시점에서 그는 어린 시절 친구가 한국어로 쓴 편지를 주머니에 가지고 있었다는 이유로 체포되어 11일 동안 구금되었다. 이 경험은 그에게 충격을 주었고, 적응하려는 그의 노력을 다소 좌절시켰다. 그는 일본에서 계속 일했지만, 한국인이 일본어를 유창하게 말하지 못한다는 이유로 공개적으로 망신당하는 것을 목격한 또 다른 사건 이후, 그는 한국의 독립운동에 참여하기로 결심했다.
1930년 말, 이봉창은 대한민국 임시정부 본부가 있던 중국 상하이시로 갔다. 이봉창은 한국인들에게 천황을 공격해야 한다고 제안했다. 이 제안을 들은 대한민국 임시정부의 저명한 지도자 김구는 이봉창의 말을 믿고 그를 공격에 모집했다. 이를 위해 그는 김구가 결성한 한인애국단에 가입했다.

## 준비
1931년 3월, 김구와 이봉창은 비밀리에 만났다. 김구는 이봉창에게 일본의 상황에 대해 물었고, 결국 이봉창이 천황을 암살하기 위해 일본으로 돌아갈 의향이 있는지 물었다. 이봉창은 동의했다. 김구는 국민혁명군에서 복무하며 상하이의 무기를 관리하던 한국인 김홍일을 찾아갔다고 전해진다. 그들은 함께 천황이 공개석상에서 군중으로부터 약 100 미터 (330 ft) 떨어져 있을 것이며, 더 멀리 던질 수 있는 가벼운 수류탄을 사용해야 한다고 이론화했다. 이는 폭발력이 약해지는 것을 감수해야 했다.
공격 준비는 더디게 진행되었다. 대한민국 임시정부는 역사 내내 내분과 자금 부족에 시달렸다. 결국 1931년 11월까지 김구는 임무에 필요한 모든 것을 확보했다. 수류탄 하나는 김홍일로부터 얻었다. 이봉창이 자살에 사용할 또 다른 수류탄은 중국군 장교 류즈로부터 얻었다. 자금 1,000달러는 재미 한국인들로부터 왔다. 12월 6일 대한민국 임시정부 회의에서 김구는 임무의 목표를 발표하고 승인을 요청했다. 조소앙과 김철과 같은 대한민국 임시정부 지도자들은 이 계획에 경악했으며, 임무가 너무 비싸고 성공할 가능성이 낮다고 판단하여 처음에는 거부했다. 그러나 모든 것이 이미 준비되었기 때문에 결국 동의했다.

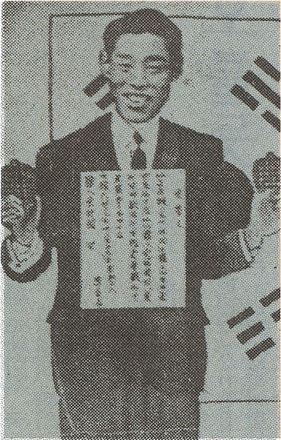
1931년 12월 13일의 이봉창

12월 13일, 이봉창은 일본 천황 공격을 맹세한 후, 수류탄과 함께 작성된 맹세문과 함께 지금은 유명한 사진을 찍었다. 12월 15일, 김구는 이봉창에게 두 개의 수류탄을 주고 사용법을 가르쳐주었다. 이봉창은 폭발이 얼마나 큰지 알아보기 위해 수류탄을 시험해 볼 수 있는지 물었지만, 김구는 거절하며 폭발이 클 것이라고 확신시켰다. 김구는 또한 이봉창에게 일본으로 가는 배에 오를 때 두 개의 수류탄을 사타구니 근처에 숨기라고 말했다.
12월 17일, 이봉창은 상하이에서 고베시로 떠났고, 결국 12월 22일까지 도쿄도에 도착했다. 12월 28일 또는 29일에 이봉창은 도쿄 아사히 신문에서 천황이 1월 8일 요요기 공원에서 공개 군사 퍼레이드에 참석할 것이라는 기사를 보았다. 그는 그날을 공격 날짜로 정했다. 1월 초, 그는 초조하게 기다리던 김구에게 날짜를 전보로 보냈다. 이봉창은 공격 준비에 착수했다. 김구의 지시에 따라 수류탄의 핀을 뽑지 않아도 폭발하도록 개조했다. 이는 더 빠른 공격을 가능하게 할 것이었다. 1월 6일, 그는 미리 퍼레이드 장소를 둘러보았다. 그는 장소가 너무 넓어 공격에 충분히 가까이 갈 수 없다는 것을 깨달았다. 그는 계획을 변경하여 천황이 이동할 때 도로에서 공격하기로 결정했다. 이 무렵, 그는 나중에 공격에 결정적인 역할을 한 군경의 명함을 얻었다.

## 암살 시도
1932년 1월 8일 오전 8시 50분, 그는 하라주쿠역에 도착했다. 그는 아침 식사를 하고 주변을 살폈다. 그는 그곳의 경비가 너무 삼엄하다는 것을 알게 되었고, 그래서 도쿄의 지하철을 타고 요쓰야역으로 갔다. 그곳에서 그는 신문 배달원이 천황이 그 지역을 지나가지 않을 것이지만, 아카사카미쓰케역을 지나갈 것이라고 말하는 것을 우연히 들었다. 오전 9시 40분, 이봉창은 그곳에 도착했지만 천황은 이미 지나가서 공원으로 가버린 상태였다. 그는 천황이 집회에서 돌아올 때까지 기다릴 수밖에 없었다. 그러나 시간을 보내려다 천황의 귀가도 놓치고 말았다.
낙담한 이봉창은 철도 직원에게 어떻게 하면 천황을 볼 수 있는지 물었다. 철도 직원은 그에게 사쿠라다문으로 가라고 조언했다. 그는 택시로 달려가 운전사에게 문에 가능한 한 가까이 가달라고 지시했다. 그가 내리자, 그는 경시청의 잔디밭으로 가려고 했지만 경찰에 의해 제지당했다. 이봉창은 이전에 얻은 군경의 명함을 보여주며 천황을 보고 싶다고 설명했다. 그들은 그를 통과시켰다.

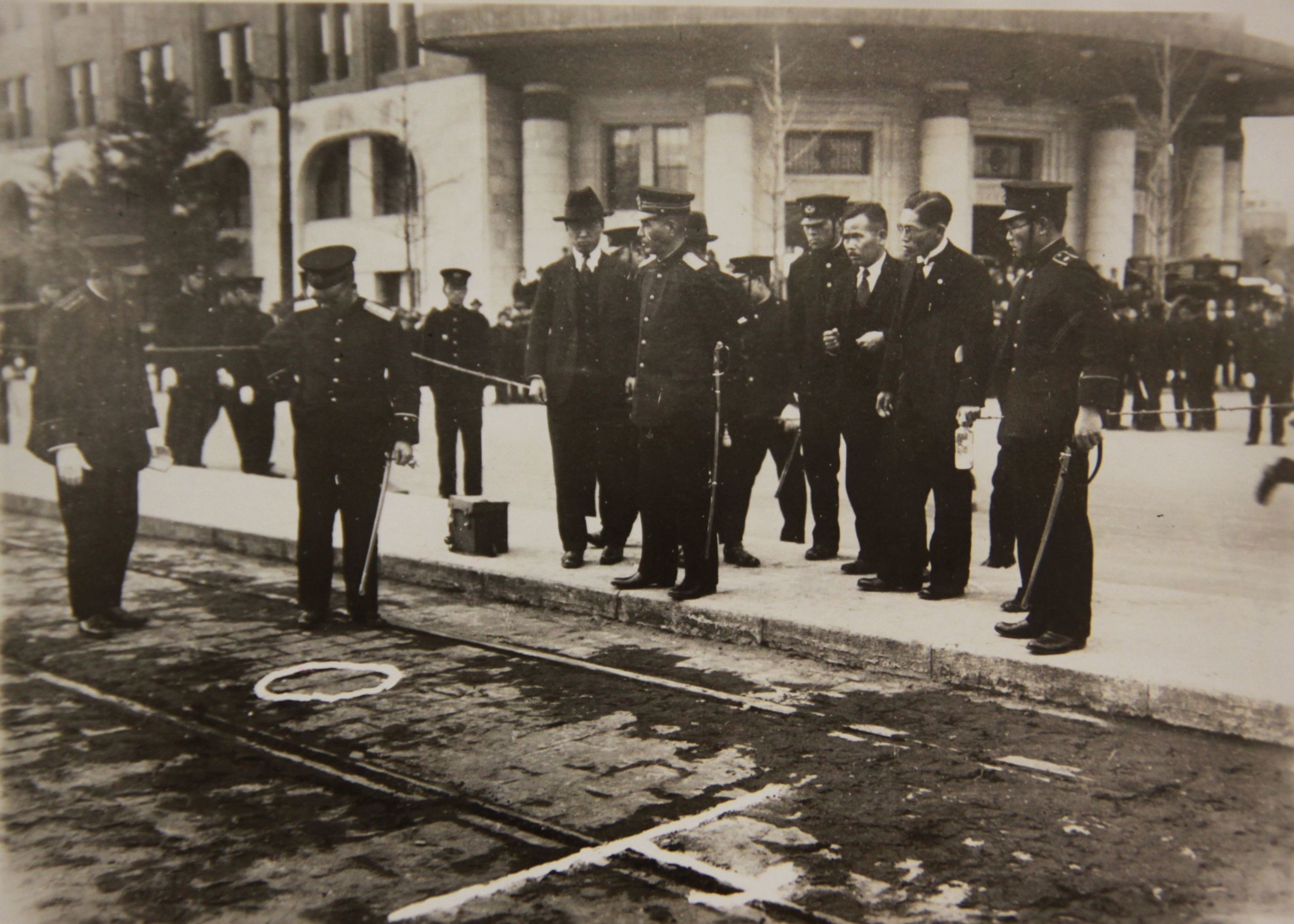
경찰들이 수류탄이 떨어진 곳을 표시한 원 주위에 모여 있고, 배경에는 경시청이 보인다 (1932년)

그는 문에 가장 가까운 곳으로 달려갔고, 그곳에는 이미 천황이 막 지나간 것을 보고 있는 군중이 있었다. 그는 군중을 비집고 들어가 오른쪽 주머니에서 수류탄을 꺼내 행렬을 향해 던졌다. 수류탄은 두 번째 마차 뒤쪽에 떨어졌다. 약한 폭발음과 함께 터져 차량의 작은 부분만 손상시켰다. 인명 피해는 없었다. 손세일에 따르면, 이봉창은 나중에 김구가 수류탄 시험을 허락하지 않은 것에 대해 불만을 표했다고 한다. 그는 또한 나중에 두 번째 마차에 천황이 아닌 궁내 대신만 타고 있었다는 것을 알게 되었다. 그는 또한 두 번째 수류탄을 사용하는 것을 잊었다고 전해진다.

## 여파

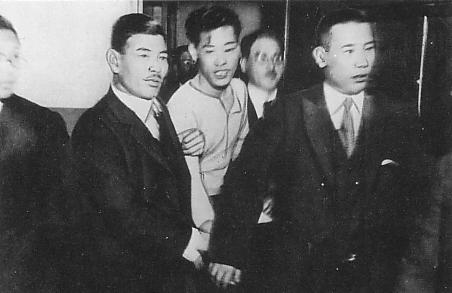
체포된 이봉창 (1932년 1월 8일)

경찰은 처음에 이봉창 옆에 있던 남자를 체포하려 했지만, 이봉창은 자신이 범인이라고 자발적으로 밝혔다. 나중에 천황이 점심을 먹을 때, 그는 이봉창의 신원을 보고받았다. 천황은 사건에 거의 관심을 보이지 않으며 "아, 그는 아마 독립당원일 것이다!"라고 말한 다음, 즉시 그날 오후에 예정된 무관한 회의에 대해 물었다고 전해진다.
일본 일반 대중은 이 공격에 충격을 받았다. 같은 날 오후 5시 12분, 이누카이 쓰요시 총리는 공격으로 이어진 상황에 대한 책임을 인정하고 천황에게 사임서를 제출했지만, 총리가 막 내각을 구성했기 때문에 천황은 이를 거부했다. 심문 과정에서 이봉창은 김구가 공격의 배후라고 자백했다. 이봉창은 결국 대역죄로 기소되었다. 일본 검찰은 김구 또한 기소했고, 일본 대심원은 상하이 주재 일본 총영사에게 그를 일본으로 데려오라고 명령했다. 일본 경찰은 이미 김구를 수색하고 있었고, 실제로 이봉창의 공격 며칠 전 상해대한교민단 (KPG와 비밀리에 연결된 조직) 본부를 급습했지만 김구나 다른 KPG 구성원들을 찾지 못했다. 그들은 수색을 강화하고 도쿄에서 상하이로 수사관을 파견했다. 한편, 프랑스 영사관에도 도움을 요청했지만 거절당했다.
김구는 다음 날 공격의 결과를 알게 되었고, 처음에는 매우 실망했다고 전해진다. 그런 다음 다른 사람들에 의해 공격이 천황이 신성하다는 이미지를 손상시켰기 때문에 중요하다고 확신을 얻었다. 같은 날, 김구는 상하이 프랑스 조계에 있는 동맹국들로부터 공격 후 그를 보호하기 어려울 것이라는 조용한 경고를 받았다. 그는 그 후 조계를 떠났다.
중국 신문들은 공격에 대해 흥분하여 몇 주 동안 정기적으로 보도했다. 그들은 종종 이봉창과 한국인들을 일반적으로 칭찬했다. 역사가 손세일은 이것이 한국인과 중국인 사이의 긴장을 완화하는 데 도움이 되었다고 주장한다. 그러나 이 보도는 일본 관찰자들의 비판을 불러일으켰다. 1월 12일, 칭다오시의 일본 시위대 한 무리가 중화민국일보 사무실로 갔다. 그 불일치는 칭다오 민국일보 사건, 일주일 이상 지속되었고 두 척의 군함에서 온 600명의 일본군이 개입하여 진압해야 했다. 그 신문은 이후 폐간되었다. 상하이에서는 일본 총영사관과 상하이 시장 우톄청 사이에 중국이 공격을 칭찬한 것 때문에 외교적 분쟁이 발생했다.

그날 대한민국 임시정부는 비상 내각 회의를 열어 김구의 한국독립당이 공격에 대한 책임을 공개적으로 인정하기로 합의했다. 한국독립당은 중국 신문을 통해 짧은 성명을 발표했다.
본 당은 한국 혁명 용사 이봉창이 일본 천황을 향한 벽력일성으로 전 세계 피압박 민족에게 신년의 행운을 축복하며, 같은 목소리로 환호하며, 바로 제국주의자들의 아성을 향해 돌격하여, 모든 폭군과 악정치의 수범을 제거하고 민족적 자유와 독립의 실현을 도모하기를 바란다.

 한인애국당은 일본 관리들에 대한 여러 다른 공격을 감행했지만, 대부분 실패했다. 그러나 3개월 후, 그들은 상하이 훙커우 공원 사건에서 성공적인 폭탄 테러를 감행하여 일본군 사령관 시라카와 요시노리를 살해했다.

## 유산
이봉창은 1962년에 대한민국 정부로부터 건국훈장을 추서받았고, 1992년에는 기념 우표가 발행되었다. 서울특별시 효창공원에는 이봉창의 동상이 있다.

## 같이 보기
- 윤봉길

## 내용주
1. ↑  틀:Korean
2. ↑  그 회의는 미국이 최근 발표한 스팀슨 독트린과 관련이 있었다.[6]
3. ↑  이 죄를 정의하는 법은 1907년에 도입되었지만, 1947년에 폐지될 때까지 단 4명만이 기소되었다. 나머지 3명은 고토쿠 슈스이, 박열, 난바 다이스케였다.[6]
4. ↑  틀:Korean